# Peitschenwürmer
Peitschenwürmer (Trichuris ssp., von altgriechisch θρίξ thríx, Gen. τριχός trichós, vgl. ngr. τρίχα ‚Haar‘ und ουρά ourá ‚Schwanz‘) sind eine Gattung der Fadenwürmer, die parasitisch im Dickdarm verschiedener Säugetiere leben. Sie haben einen langen dünnen Vorderkörper, der etwa zwei Drittel der Gesamtlänge ausmacht, und ein verdicktes Hinterende, was ihnen das Aussehen einer Peitsche verleiht. Der Ösophagus ist in einen vorderen muskulösen und einen hinteren drüsigen Abschnitt gegliedert. Den drüsigen Abschnitt bilden spezifische Zellen, sogenannte Stichozyten. Das Vorderende des Parasiten ist in die Darmschleimhaut eingesenkt, während das verdickte Ende mit den Geschlechtsorganen in das Darmlumen des Wirtes ragt. Die Mundöffnung zeigt keine Lippen, die Vulva liegt am Übergang vom fadenförmigen in den dicken Teil. Die dickschaligen Eier haben eine typische Fassform mit Polpfröpfen.

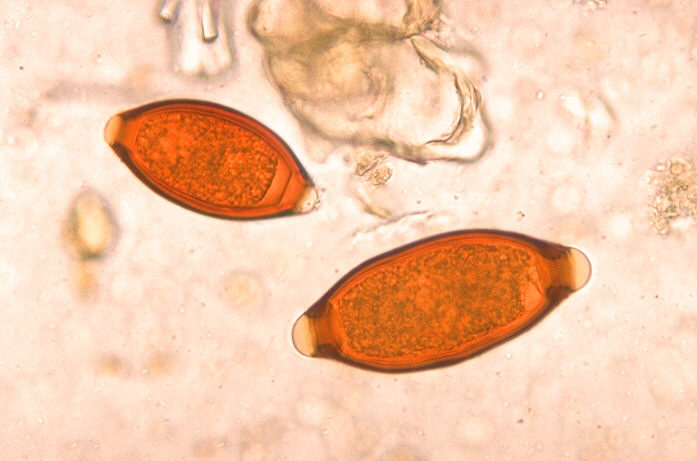
Ei von T. trichiura (links) und T. vulpis (rechts)

Die Gattung enthält etwa 60 bis 70 Arten.
Die parasitologische Diagnostik erfolgt durch Nachweis der Eier im Stuhl. Der Befall mit Peischenwürmern (Trichuriose) kann beim Menschen mit Mebendazol behandelt werden. Für die Behandlung von Tieren sind zahlreiche Anthelminthika zugelassen.